# لنگدیل (کامیونیتی)، ویسکانسین
لنگدیل (به انگلیسی: Langlade) یک منطقهٔ مسکونی در ایالات متحده آمریکا است که در شهرستان لانگلاد، ویسکانسین واقع شده‌است.